# City Island Harbor
City Island Harbor fait référence à la zone maritime située entre City Island et Hart Island dans le Bronx à New York. Elle s'ouvre sur le Long Island Sound à ses extrémités nord et sud.

## Description
Malgré son nom, il ne s'agit pas d'un port mais d'un bras de mer. Celui-ci contient diverses îles dont les îles Chimney Sweeps, The Blauzes, Rat Island et, à marée basse, le récif Green Flats.

## Histoire
Chaque 4 juillet, pour la fête de l'Indépendance des États-Unis, un grand feu d'artifice y est tiré, à proximité d'Orchard Beach (Bronx) (en). Des centaines de bateaux se rassemblent généralement alors dans le bras de mer pour voir le spectacle.
Le soir du 24 janvier 2003, quatre garçons âgés de 15 et 16 ans, ont été tués lorsque leur canot a coulé dans le City Island Harbor. Ils ont passé un bref appel téléphonique au 911, mais aucune mesure n'a été prise en raison d'informations insuffisantes,. Leur bateau a été retrouvé près de Hart Island en février et les quatre corps quelques mois plus tard ce qui enclenche en 2005 un procès.